# Louise Arbour

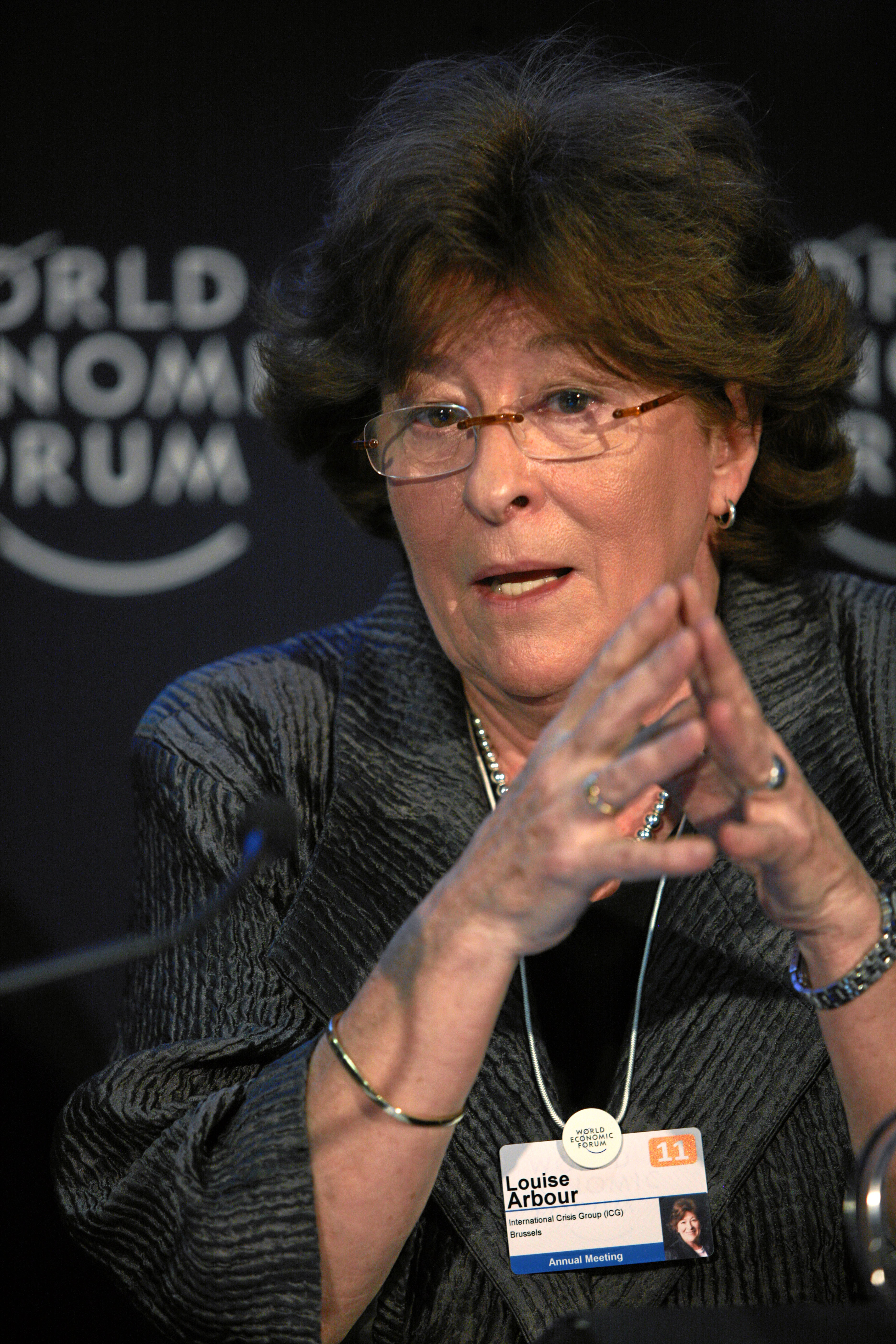
Arbour während des WEF 2011

Louise Arbour CC (* 10. Februar 1947 in Montréal, Kanada) war von 2004 bis Ende Juni 2008 Hochkommissarin für Menschenrechte bei den Vereinten Nationen. Seit 2017 ist sie UN-Sonderbeauftragte für Internationale Migration.

## Leben
Arbours Eltern waren Besitzer einer Hotelkette. Sie wuchs in einer Klosterschule in Québec auf und graduierte 1970 an der Universität von Montréal im Bereich Zivilrecht. Von 1974 bis 1987 war sie Professorin für Strafrecht an der York University. 1987 wurde sie zur erstinstanzlichen Richterin in Strafsachen ernannt, stieg aber schon 1990 zum Appellationsgericht von Ontario auf. Über Jahrzehnte hinweg veröffentlichte sie Artikel zum Thema Menschen- und Bürgerrechte.
1995 leitete Arbour eine Kommission zur Untersuchung der Haftbedingungen in kanadischen Gefängnissen. Ab 1996 war sie – als Nachfolgerin des Südafrikaners Richard Goldstone – Chefanklägerin der beiden Ad-hoc-Tribunale ICTY, zuständig für die Verfolgung schwerer Verbrechen während des Jugoslawienkriege, und ICTR, zuständig für die Verfolgung des Völkermords in Ruanda. Am 15. September 1999 wechselte sie an den Obersten Gerichtshof von Kanada, um eine der neun Richter dieses Gerichtshofs zu werden. Im Jahr 2004 trat sie das Amt ihres Vorgängers Sérgio Vieira de Mello als UN-Hochkommissar für Menschenrechte an, der im Sommer 2003 bei einem Anschlag auf das UN-Hauptquartier in Bagdad ums Leben gekommen war.
Als Kommissarin für Menschenrechte der Vereinten Nationen hat Louise Arbour Anfang März 2007 öffentlich vor dem UN-Menschenrechtsrat auf die Notwendigkeit einer UN-Intervention zur Verbesserung der Menschenrechtslage von Homosexuellen hingewiesen und die Staaten aufgefordert, aktiv gegen Menschenrechtsverletzungen gegenüber Homosexuellen vorzugehen.

Im Januar 2008 begrüßte Arbour das Inkrafttreten der Arabischen Charta der Menschenrechte in der Version von 2004, die erklärt : 
Article 2(3) All forms of racism, Zionism and foreign occupation and domination constitute an impediment to human dignity and a major barrier to the exercise of the fundamental rights of peoples; all such practices must be condemned and efforts must be deployed for their elimination.
Nach Kritik an dieser Einlassung distanzierte sich Arbour von einigen Aussagen dieser Erklärung. Die Erklärung ist weiterhin auf der Internetseite des Büros des Hohen Kommissars für Menschenrechte aufgelistet, neben Texten internationaler Gruppen, die sich dem Ziel der Verbreitung und Unterstützung der Demokratie verpflichten.
Arbour stand nach Auslaufen ihrer fünfjährigen Amtszeit zum 30. Juni 2008 nicht für eine weitere Amtszeit zur Verfügung. (Vom 1. Juli bis 31. August 2008 war das Amt der UN-Menschenrechtskommissarin vakant. Im Juli 2008 schlug UN-Generalsekretär Ban Ki Moon die Südafrikanerin Navanethem Pillay als Nachfolgerin vor, die UN-Generalversammlung bestätigte sie zum 1. September 2008 als neue Hohe Kommissarin für Menschenrechte.)
Von 2009 bis 2014 war Arbour Präsidentin und CEO (Geschäftsführerin) der International Crisis Group.
Im Fall Obligation to Negotiate Access to the Pacific Ocean (Bolivien gegen Chile), der seit 2013 vor dem Internationalen Gerichtshof in Den Haag anhängig ist, wurde Arbour von Chile als Ad-hoc-Richterin nominiert.
Seit 2017 ist Arbour UN-Sonderbeauftragte für Internationale Migration.
Die zweisprachige Frankokanadierin ist unverheiratet und Mutter dreier Kinder.

## Ehrungen
Die Amerikanische Gesellschaft für internationales Recht ernannte Louise Arbour 2000 zu ihrem Ehrenmitglied. Auch empfing sie jenes Jahr den Four Freedoms Award in der Kategorie Freiheit von Furcht. 2008 wurde ihr der Menschenrechtspreis der Vereinten Nationen verliehen. Für 2016 wurde ihr der Tang Prize in der Kategorie: „Rule of law“ zugesprochen, für 2021 die Goler-T.-Butcher-Medaille.
CC, GOQ, B.A. LL.L. LL.D.(hon.) D.L.H.(hon.) D.L.Hum(hon.) D.U.(hon.)

## Verfilmung
Der deutsch-kanadische Fernsehfilm Jagd nach Gerechtigkeit (Hunt for Justice, 2005) ist ein Dokumentarspiel über die Arbeit Arbours als Chefanklägerin des Internationalen Strafgerichtshofs für das ehemalige Jugoslawien ICTY – International Criminal Tribunal for the Former Yugoslavia.

## Artikel
- Phönix aus der Asche. Reformen: UNO-Hochkommissarin L.A. (Interview, deutsch). In: Aufbau. Das jüdische Monatsmagazin. 2/2005. Zürich